# 스카이랜더스 링 오브 히어로즈
《스카이랜더스 링 오브 히어로즈》는 액티비전의 유력 콘솔 게임 IP(지식재산권) 스카이랜더스와 컴투스의 모바일 게임 개발력이 합쳐져 탄생한 턴제 모바일 RPG(역할수행게임)게임이다. 독창성 있는 스토리와 무한 전략의 대전 방식이 특징인 ‘스카이랜더스 링 오브 히어로즈’는 원작의 플롯에 따라 악의 세력과 맞서 싸우며 스카이랜드의 수호자로 거듭나는 포탈 마스터의 모험을 다룬다. 특히 ‘스카이랜더스 링 오브 히어로즈’에는 원작 특유의 개성 강한 캐릭터들의 매력이 게임에 그대로 녹아 있는 게 특징이다. 약 80여 종의 스카이랜더들은 상성 관계가 존재하는 총 10가지의 고유속성으로 구분되며 각각 특색에 맞는 스킬을 보유하고 있다. 더불어 이용자들의 성취감과 도전 욕구를 자극하는 다양한 스토리 모드와 던전 모드, 전 세계 유저들과 대전을 펼칠 수 있는 PvP(유저간 대결) 등의 게임 콘텐츠를 제공한다.

## 속성
‘스카이랜더스 링 오브 히어로즈’의 캐릭터는 생명, 물, 불, 바람, 땅, 기계, 마법, 언데드, 빛, 어둠 등 총 10가지의 속성으로 구분되며 모든 속성 간에는 상성이 존재한다. 10가지 속성은 아래의 속성 관계도와 같이 8개의 그룹과 빛/어둠 속성으로 묶을 수 있다. 화살표의 중심에 있는 생명 속성으로 살펴보면 물과 기계 속성에는 강하지만 바람과 언데드 속성에는 약하다. 상대적으로 바람과 언데드 속성은 생명 속성에는 강하지만 불과 마법 속성에는 약한 것을 볼 수 있다. 속성 관계상 유리하면 평균보다 더 많은 피해를 줄 수 있고, 평균보다 더 낮은 피해를 받을 수 있다. 이와 같이 속성의 상성 관계를 고려한 전략적인 덱을 구성하여 적을 상대할 수 있어야 한다. 

## 캐릭터
스카이랜더스 원작 IP에 등장하는 캐릭터들을 포함하여 약 80여 종이 존재한다.
| 생명             | 생명          | 생명                | 생명            | 생명            | 생명           | 생명          | 생명        | 생명          | 생명     |
| ---------------- | ------------- | ------------------- | --------------- | --------------- | -------------- | ------------- | ----------- | ------------- | -------- |
| 주 루            | 앰부시        | 슈퍼 샷 스텔스 엘프 | 트리 렉스       | 스팅크 봄       | 스텔스 엘프    | 푸드 파이트   | 주크        | 그릴라 드릴라 | 터프 럭  |
| 물               |               |                     |                 |                 |                |               |             |               |          |
| 킹 펜            | 타이드풀      | 다이브 클롭스       | 슬램 뱀         | 프리즈 블레이드 | 워시 버클러    | 칠            | 길 그런트   | 왬 셸         | 스냅 샷  |
| 불               |               |                     |                 |                 |                |               |             |               |          |
| 스핏파이어       | 엠버          | 와일드 파이어       | 스몰더대시      | 플레어 울프     | 이럽터         | 블래스트 존   | 이그니터    | 카붐          | 핫 도그  |
| 바람             |               |                     |                 |                 |                |               |             |               |          |
| 스톰블레이드     | 와일드 스톰   | 제트 백             | 에어 스트라이크 | 구스토          | 선더볼트       | 라이트닝 로드 | 훨윈드      | 플링 콩       | 블레이드 |
| 땅               |               |                     |                 |                 |                |               |             |               |          |
| 트라이 팁        | 디노 랭       | 샤크 슈터 테라핀    | 바벨라          | 월롭            | 플래시윙       | 크러셔        | 로키 롤     |               |          |
| 기계             |               |                     |                 |                 |                |               |             |               |          |
| 로 보            | 체인 리액션   | 트리거 해피         | 기어시프트      | 스프로킷        | 부머           | 하이 볼트     | 초퍼        |               |          |
| 마법             |               |                     |                 |                 |                |               |             |               |          |
| 미스티캣         | 벅샷          | 팝 피즈             | 스플랫          | 이니그마        | 데자뷔         | 닌지니        | 스파이로    |               |          |
| 언데드           |               |                     |                 |                 |                |               |             |               |          |
| 핏 보스          | 피에스타      | 롤러 브롤           | 헥스            | 촙스카치        | 크립트 킹      | 신더          | 래틀 셰이크 |               |          |
| 빛               |               |                     |                 |                 |                |               |             |               |          |
| 아스트로블래스트 | 나이트 라이트 | 오로라              | 라이트 플래시윙 | 라이트 헥스     | 라이트 제트 백 |               |             |               |          |
| 어둠             |               |                     |                 |                 |                |               |             |               |          |
| 블랙아웃         | 나이트 메어   | 스타캐스트          | 섀도 스핏파이어 | 섀도 킹 펜      | 섀도 스파이로  |               |             |               |          |

## 콘텐츠
‘스카이랜더스 링 오브 히어로즈’는 스카이랜더들의 고유 속성과 스킬 조합 그리고 턴제 대전 방식을 통해 박진감과 폭넓은 전략 플레이를 제공한다. 
세부적으로 살펴보면 유저는 스카이랜더 3마리와 전투 중 소환하여 추가 공격이 가능한 빌런 1마리를 기본 전투덱으로 구성하고 필요한 스킬을 장착해 전투에 임한다. 이때 유저는 전투의 성격에 따라 각각의 고유 속성의 상성 관계를 고려한 전략적인 덱 구성이 필요하다.  
전투는 대전 화면의 중앙 하단에 위치한 실시간 마나게이지를 얼마나 적절히 사용하는가에 따라 우위가 결정된다. 스킬 쿨타임과 마나량은 일정 시간이 지나면 다시 충전되지만 정해진 턴 안에 최대한 전투 효율을 낼 수 있도록 마나 게이지의 사용량 예측과 빠른 판단의 스킬 입력 등 전략적 선택이 요구된다.

### 성장시스템
‘스카이랜더스 링 오브 히어로즈’의 캐릭터는 모험 및 특별던전, 상점을 통해 소환할 수 있으며 다양한 방법으로 육성이 가능하다. 먼저 전투를 통해 얻는 경험치와 물약 아이템을 사용해 캐릭터를 성장시킬 수 있으며 강화 에센스와 캐릭터 조각을 통해 강화가 가능하다. 총 5번의 강화에 성공할 시 캐릭터 조각을 통해 최대 6성까지 진화가 가능하다. 또한 캐릭터 레벨과 상관없이 캐릭터 조각과 속성석을 통해 각성이 가능하며, 각성 시 캐릭터의 외형과 스킬이 변경되고 스탯이 향상된다. 이와 같이 스카이랜더는 강화, 진화, 각성을 통해 능력치를 대폭 상승시킬 수 있을 뿐만 아니라 스킬 에센스와 속성석을 통한 스킬 레벨업, 캐릭터 특성에 맞는 룬 장착을 통해 더욱 강력한 스카이랜더 육성이 가능하다.

### 게임모드
- 스토리모드

악당 카오스를 물리치기 위해 세계를 탐험하는 포탈마스터의 여정을 그린 스토리 모드는 총 10개의 테마(섬)로 구성되며 테마별 7개의 스테이지가 존재한다. 마지막 7번째 스테이지에는 보스가 등장하며 보스를 물리칠 시 상위 난이도로 도전이 가능하다. 또, 테마별로 10종의 스카이랜더 영혼석을 획득할 수 있어 초보 유저들에게는 게임의 적응도를 높일 수 있는 중요한 콘텐츠다.
- 특별던전

특별던전은 일그러진 차원, 황금동굴, 영혼의 시공, 신기루의 탑 등 총 4가지로 구성되어 영혼석과 만능석 등 다양한 재화 수집이 가능해 유저들이 필수로 공략해야 할 게임 콘텐츠다.
- PvP

대전모드는 아레나(비동기 PvP 모드), 챔피언십 아레나(실시간PvP 모드), 친선전 모드로 구성되어 있다. PvP 모드는 본인이 육성한 캐릭터들을 활용해 전 세계 유저들과 대결할 수 있는 콘텐츠로 상대의 덱을 분석한 후 필승전략을 세워 전투에 참여하면 된다. 방어 시에는 마지막으로 전투에 참여한 덱이 자동으로 설정되니 전략적인 선택이 요구된다. 또한, 전투에서 승리 시 획득한 명예 점수를 통해 다양한 아이템을 구매할 수 있어 게임의 재미를 더한다.